# Diego Sales Márquez
Diego Sales Márquez (Cádiz, 1952) es un químico español. Fue rector de la Universidad de Cádiz entre 2003 y 2011.

## Actividad investigadora
Se licenció en Ciencias Químicas por la Universidad de Sevilla y es doctor desde 1980. Muy vinculado a la Universidad de Cádiz desde su creación en 1979, en 1993 fue nombrado catedrático del área de Tecnologías del Medio Ambiente, donde continúa en la actualidad. Ha impartido diversas materias y es también responsable del Grupo de investigación de Tecnologías del Medio Ambiente, considerado de excelencia por el PAI.
Entre noviembre de 1997 y marzo de 2003 fue Decano de la actual Facultad de Ciencias del Mar y Ambientales, donde impulsó la creación de los estudios de la Licenciatura en Ciencias Ambientales en la Universidad de Cádiz adscribiéndolos a la antigua Facultad de Ciencias del Mar, así como el doble título de Ciencias del Mar y Ambientales.

## Etapa de rector
Fue elegido rector de la Universidad de Cádiz en mayo de 2003 y reelegido en mayo de 2007.

## Galardones
Ha sido nombrado doctor honoris causa por la  Universidad Lingüística de Moscú
En 2009 recibió de la Asociación Andaluza de Enólogos el título de 'Padrino del Mosto'.